# Richmond Olympic Oval
Richmond Olympic Oval är en inomhusarena i Richmond, Kanada, belägen sydväst om Vancouver. Vid olympiska vinterspelen 2010 hölls tävlingarna i hastighetsåkning på skridskor här.